# Cithareloma registanicum
Cithareloma registanicum är en korsblommig växtart som beskrevs av Karl Heinz Rechinger. Cithareloma registanicum ingår i släktet Cithareloma och familjen korsblommiga växter. Inga underarter finns listade i Catalogue of Life.